# Quatuor à cordes de Fanny Mendelssohn
Le Quatuor à cordes en mi-bémol majeur, H 277, est une œuvre pour quatuor à cordes de Fanny Mendelssohn composée en 1834.

## Histoire
Sœur du compositeur Felix Mendelssohn et elle-même compositrice, Fanny Mendelssohn a écrit plus de quatre cents partitions. En tant que femme à l'époque, il ne lui était cependant pas loisible de faire valoir ses talents artistiques, et son œuvre ne devait pas paraître en public,. Épouse du peintre Wilhelm Hensel et vivant à Berlin, elle compose ce quatuor à cordes en 1834, alors qu'elle a vingt-neuf ans. L'œuvre n'est pas destinée à sortir du cercle restreint du salon familial, ce qui peut expliquer que ce quatuor montre davantage d'« audace formelle » que les quatuors de son frère.

## Mouvements
1. Adagio ma non troppo
2. Allegretto
3. Romanze
4. Allegro molto vivace

## Commentaires
Ce quatuor à cordes est vu par les critiques musicaux comme très vivant et tendre,, et ils saluent « une composition si remarquablement assurée et émotionnellement intense ».
Les critiques y reconnaissent l'influence du style de Ludwig van Beethoven,,.
Son exécution dure une vingtaine de minutes.

## Discographie
- Quatuor Fanny-Mendelssohn, 1994, Troubadisc
- Quatuor Erato de Bâle, 1998, CPO
- Quatuor Asasello, 2009, Avi Music
- Quatuor Merel, 2011, Genuin
- Quatuor Florestan, 2011, Solstice
- Quatuor Ébène, 2013, Erato/Virgin Classics
- Chaos String Quartet, 2023, Solo-Musica